# 富岡インターチェンジ
富岡インターチェンジ（とみおかインターチェンジ）は、群馬県富岡市にある上信越自動車道のインターチェンジである。

## 道路
- E18 上信越自動車道（3番）

## 接続する道路
- 富岡市道西富岡内匠線
- 群馬県道46号富岡神流線（市道経由）

## 料金所
- ブース数：5

### 入口
- ブース数：2
  - ETC専用：1
  - ETC・一般：1

### 出口
- ブース数：3
  - ETC専用：1
  - 一般：2（うち1つは、精算機）

## 周辺
- 群馬サファリパーク
- 富岡製糸場
- こんにゃくパーク[2]
- ヨコオデイリーフーズ本社工場[2]
- 国道254号
- 上信電鉄 東富岡駅・上州富岡駅・西富岡駅・上州七日市駅

## 富岡バスストップ
この高速バス停留所はIC外（料金所の北東約500m）にあり、停車する際には料金所を通過する。

### 停車する路線
- 池袋（サンシャインシティプリンスホテル） - 佐久・臼田線
- 池袋 - 軽井沢線
- 池袋 - 上田線

（以上、千曲三線）
川越的場BS - （上里SA：休憩） - 富岡BS - 下仁田BS
- 立川 - 小諸・上田線

玉川上水駅南口 - （上里SA：休憩）- 富岡BS - 軽井沢72ゴルフ / 佐久インター南

## 隣
E18 上信越自動車道
(2)吉井IC - (2-1)甘楽PA/SIC - (3)富岡IC - (4)下仁田IC